# Kowloon City (district)
Le district de Kowloon City (en chinois 九龍城區) est un district de Hong Kong. 
Selon le livre d'Histoire de la dynastie Song, les deux derniers empereurs de la dynastie des Song Zhao Shi et Zhao Bing ont échappé aux armées d'invasion mongoles et se sont installés dans le quartier de la ville de Kowloon aujourd'hui appelé Kowloon City (appelé Guan fu chang (chinois : 官富場).